# Mimomyia jeansottei
Mimomyia jeansottei är en tvåvingeart som först beskrevs av Doucet 1950.  Mimomyia jeansottei ingår i släktet Mimomyia och familjen stickmyggor.
Artens utbredningsområde är Madagaskar. Inga underarter finns listade i Catalogue of Life.